# 繋駕速歩競走

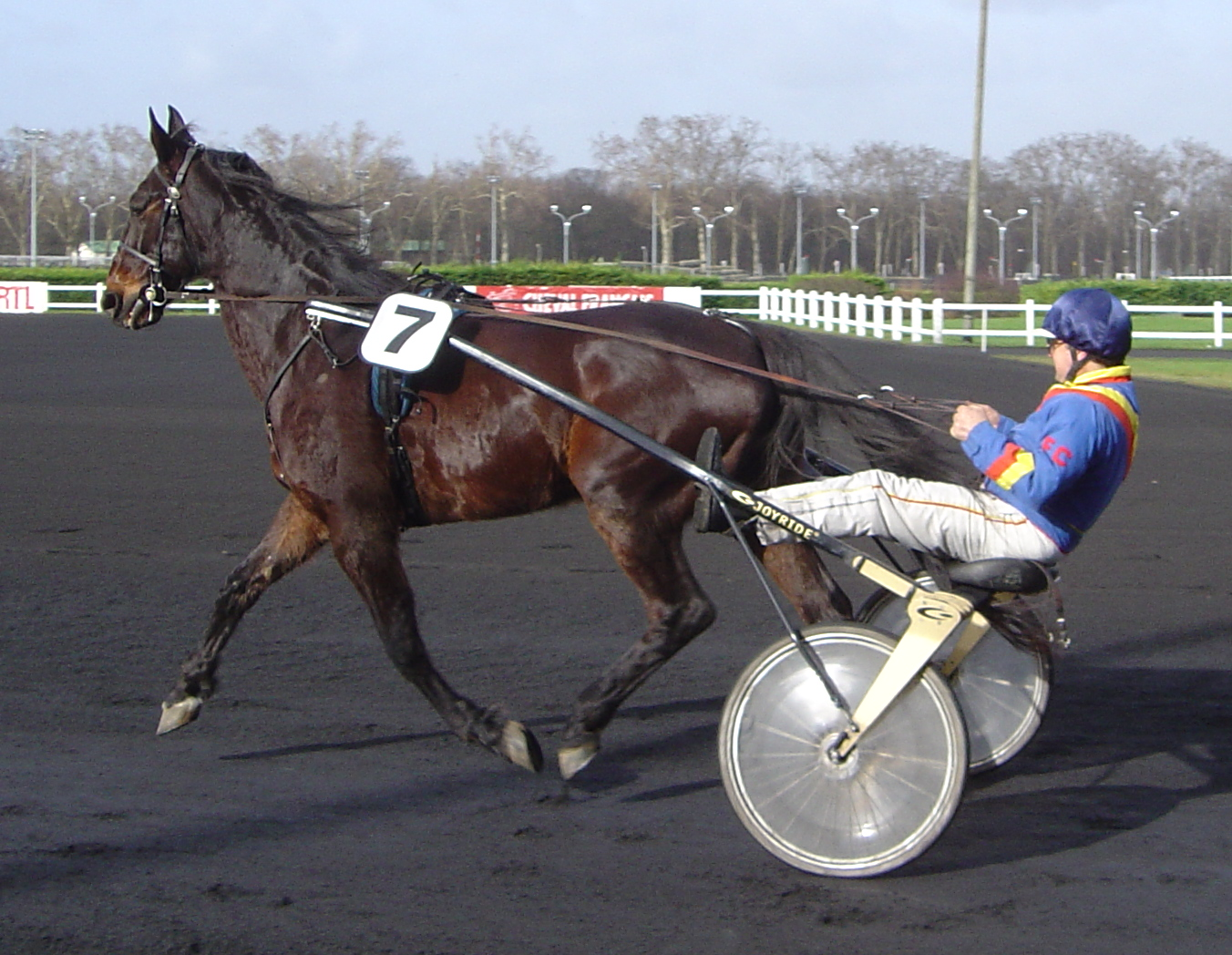
繋駕速歩競走の練習

繋駕速歩競走（けいがそくほきょうそう、けいがはやあしきょうそう）とは競馬の競走の一種である。
これは騎手が競走馬のうしろにある繋駕車（一人乗りの二輪馬車）に乗って競走をするもの。平地競走と違い、騎手はジョッキーではなくドライバーと呼ばれ、サラブレッドではなくスタンダードブレッドをはじめとしたトロッターが競走馬として使用される。発祥は古代の戦車競走に由来する。

## 競走の種別
繋駕速歩競走では、歩調によってトロット（Trot、斜対歩）とペース（Pace、側対歩）の2種類に分かれ、トロットで競走する馬をトロッター、ペースで競走する馬をペーサーと呼ぶ。それぞれ走り方によって調教が分かれ、同一馬が両方の競走に出ることはない。トロッターは右前脚と左後ろ脚を同時に地に着け、次のタイミングで左前脚と右後ろ脚を地に着ける。一方ペーサーは右前・後肢と左前・後肢とが対になって動く。歩調によって出走する競走も区別されている。いずれの競走においても、駆歩（かけあし）など違法走法のチェックは厳しい。一部のヨーロッパの国ではトロットのみが実施されているが、イギリス、カナダ、アメリカ、オーストラリア、ニュージーランドではトロッターとペーサーの両方が行われている。
スタンダードブレッドはサラブレッドよりも脚は短く、胴が長い。気性が穏やかなため競走ではより幅広い戦術をとりやすい。ドライバーは長く軽い鞭を持ち、繋駕車のシャフトで叩き音を立てることで馬に合図を送る。

## 各国の状況

### 日本

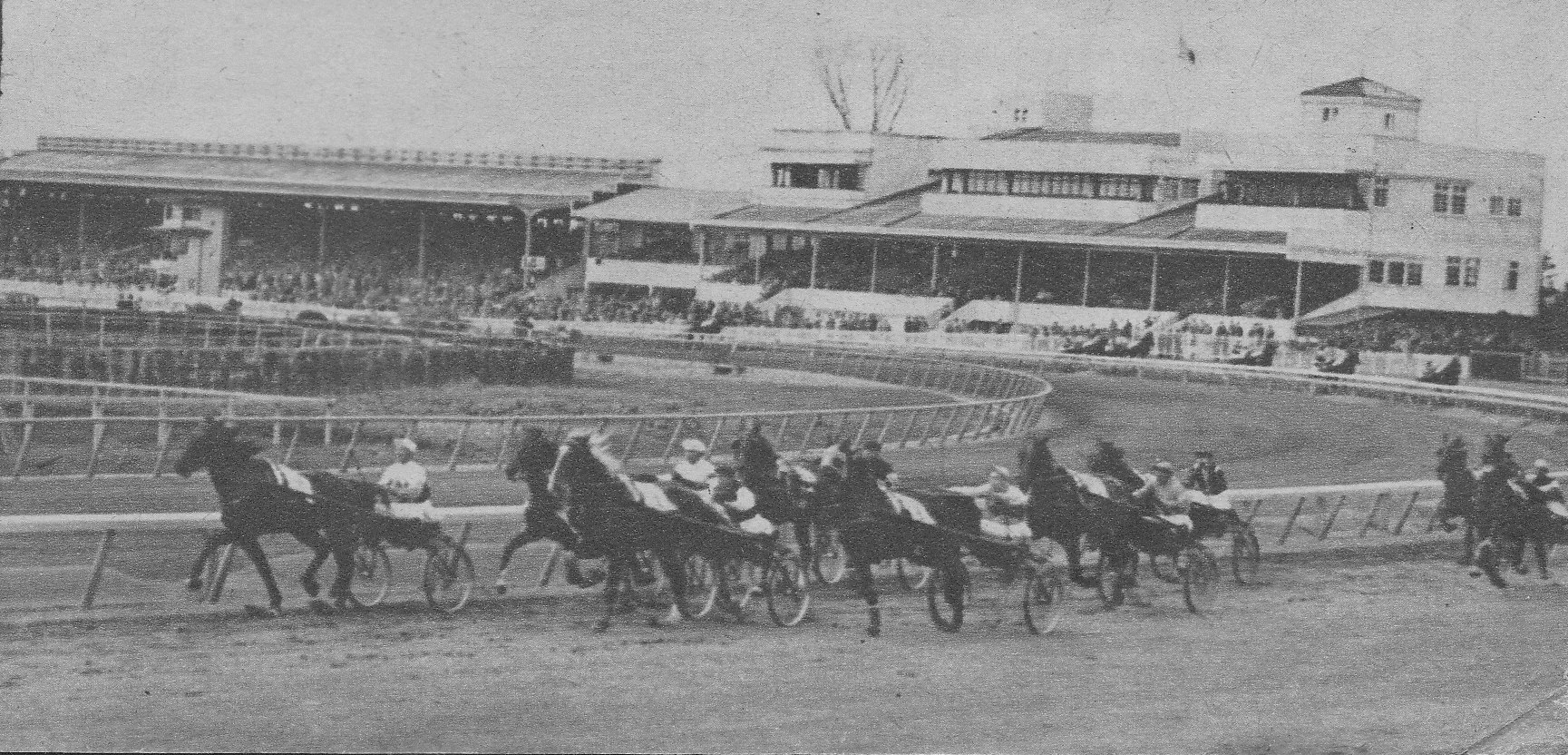
戦前の繋駕速歩競走（中山競馬場）

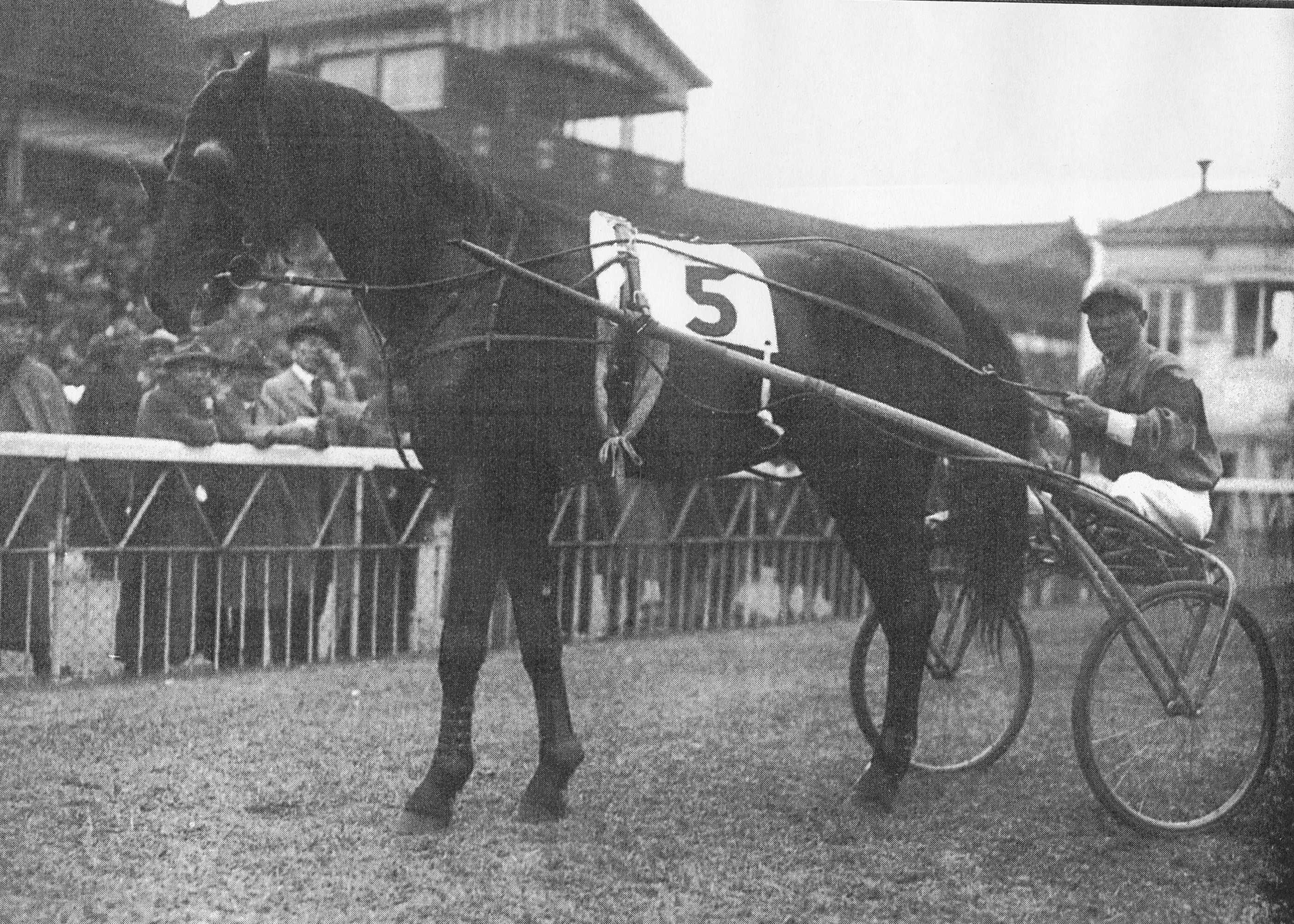
1933年(昭和8年)目黒競馬場のトロッター

日本では、大正時代に戦場で車両を引く軍馬育成のために奨励され、日本競馬会が開催した競馬において、数多くの競走が実施された。また、かつて兵庫県にあった鳴尾速歩競馬会では、短期間ながらも専門の競走を開催したこともあった。またこの当時は、繋駕速歩競走だけでなく、騎手が平地競走同様に騎乗する騎乗速歩競走も存在していた（日本競馬会では、函館競馬場と札幌競馬場でのみ行われていた）。
戦前の繋駕速歩競走では、距離は4000メートル以上の競走がほとんどであり、出走頭数も20頭以上がざらであった。馬の資源については、トロッター種、とくにスタンダードブレッド種の別名アメリカントロッター（米トロ）種は、軍部から「軍馬の改良には適さない」とされたために排除方針となっており、トロッター種が出走できない競走が数多く設定されていた。そのため、速歩競走に出走する馬は、ハクニーやアングロノルマン種と、内洋種と呼ばれるサラブレッド系の馬、あるいは血統不詳の雑種の馬を掛け合わせた馬が大半を占めていた。一方、わずかながらロシア産のオルロフトロッター種も輸入されており、こちらはアメリカントロッターと区別されて「露トロ」と呼ばれていた。またわずかな数のアメリカントロッターの繁殖馬もいて、優秀な競走馬を輩出していた。
しかし1940年には、軍部により速歩競走の中止が指示され、競走馬や繁殖用馬の多くは軍馬として徴用された。ただ一部は徴用されずに国内に残留し、戦後の生産に寄与することとなった。
太平洋戦争敗戦後、各地で地方競馬が再開され、速歩競走も実施されるようになった。一方かつての日本競馬会から運営を引き継いだ国営競馬では、速歩競走はしばらく開催されなかったが、1950年になって、競走馬資源が充分ではない状況から、競走数確保のために繋駕速歩競走を復活することとなった。しかし、比較的競走馬の頭数に恵まれていた関東地区では、関係者が競走復活に消極的であったため、より競走馬の頭数が少ない関西地区でのみ、競走が行われることとなった。ただし騎手は不足していたため、戦前に繋駕速歩競走の騎手であったが、戦後競馬界から離れていた者や、一時的に調教師に対して騎手免許を与えて、騎手を確保した。
戦後は、繋駕速歩競走に適したスタンダードブレッド種などの生産数は減少しており、また長年改良も行われていなかったため、競走馬間の能力差は大きかった。そこで、白井新平ら関係者により、将来的に繁殖入りして馬種改良に寄与することを前提として、アメリカからトロッター種の競走馬を輸入したほか、出走馬の能力差が少ない日本国外の速歩競走では一般的な、モービルスターティングゲートも使用されるようになった。このころ、首都圏に繋駕速歩競走専用競馬場の設置が検討されたが、これは日の目を見なかった。
一時期の関西地区の中央競馬を支えていた繋駕速歩競走であったが、軽種馬、とくにサラブレッドの生産頭数が増加し、1競走あたりの出走頭数や競走数が増加してきた一方で、速歩馬は高齢まで出走を続ける馬も多く、速歩馬の在厩馬も増加していった。さらに、速歩馬のほとんどが京都競馬場の厩舎に所属していたが、走法などの調教には時間を要するため、次第に増加してきた平地競走用の馬との調教時間の調整が難しくなってきた。一方競馬ファンからは、競走にスピード感に乏しいなどの理由もあり、主催者・ファンの双方から、次第に興味が失われていった。
日本中央競馬会では、まず1960年に、速歩馬の競走出走条件を200メートルを19秒で走行できることとして、それに満たない馬の出走を制限することで、速歩馬の在厩頭数の制限と競走内容の充実を図ったものの、大きな効果を挙げるには至らなかった。また平地競走の競走数の増加により、繋駕速歩競走で芝馬場を使用することによる馬場の傷みが無視できなくなってきた。このため1965年には、阪神競馬場や京都競馬場での競走を中止し、ローカル開催の競馬場のダートコースでのみ行うことに変更した。その結果、関東地区の新潟競馬場でも、中央競馬の繋駕速歩競走が行われるようになった。
ただし、繋駕速歩競走自体が縮小方針となっており、廃止に向けて関係者や生産者団体との調整も進めた結果、1968年12月、中京競馬場で行われた競走を最後に中央競馬での繋駕速歩競走は終了した。なお、最後に廃止記念競走が行われる予定だったが、同月12月8日に同場で行われた中日賞の裁定を巡る暴動事件が発生して開催取り止めとなってしまい、記念競走が行われることはなかった（なお翌週開催だった愛知杯も巻き込まれて中止になっている）。
一方地方競馬では、戦後すぐに繋駕および騎乗速歩競走が復活し、馬産地の北海道や東北地方の地方競馬で重要な地位を占めたが、中央競馬での繋駕速歩競走の衰退および廃止によって馬資源の確保が難しくなったため、1971年6月に盛岡競馬場で行われた競走を最後に廃止された。それ以後、日本国内での馬券発売をともなう競走は行われていない。
一方で、畜産振興などのアマチュア草競馬としては、現在でも北海道の根室振興局管内を中心とする道東で行われている。だが競技人口（繋駕速歩の騎手）そのものは多く見ても数十人規模と極めて少なく、「日本一競技人口の少ないスポーツ」という異名もある。
競馬法施行令第5条および17条の4により中央・地方競馬とも現在でも法令上は施行可能であるが、もしも復活をさせるとしても、現実として現在の日本国内のスタンダードブレッド種の生産状況では、内国産馬のみでの競走番組編成は現実的に不可能である。また、現在現役の騎手にはトロットレースの技術を持つ者もほぼ皆無であり、人材確保についても極めて困難がともなう。ただし、「愛馬の日」のイベントなどとして競馬場で模擬レースが行われた例はある（これについては、人馬は上述のアマチュア草競馬の面々が参加して行われた）。
中央競馬の場合、3回もしくは30メートル以上キャンターで馬を走らせた場合に失格になるという規則が定められていた。繋駕速歩競走の出走頭数は常に多く、競走中は相当数の審判員が出走馬の走法を監視し、走法違反が発生した時点で失格としていた。また、各馬の能力差の大きかった日本では、モービルスターティングゲートを使用した時期をのぞき、能力差に応じて距離ハンデを設けており、スタートの合図は、スタートラインで振り下ろされる赤旗によって行われた。
最多出走馬はビージーキング（271回）。

### 北アメリカ
北アメリカにおいては繋駕速歩競走の80パーセントから90パーセントはペーサーであり、ほとんどすべての競走の距離は1マイルである。また、ヨーロッパなどで見られる距離ハンデ競走は行われておらず、全競走でモービルスターティングゲートが使用される。多くの競馬場では緩やかな傾斜があるが、いくつかの競馬場は平地競走と共同で使われるために傾斜がない。
トロッター三冠やペーサー三冠、ブリーダーズクラウン（トロッターとペーサーごとに牡牝別、馬齢別により12競走で構成される）などの競走が有名である。
北アメリカでは、馬がキャンターで走った場合、ドライバーはただちに馬を大外に持ち出すとともに手綱を引き、位置取りなどで有利になることがないよう処置することが義務付けられているが、速歩に戻った場合は競走を継続できる（ただし、キャンター状態でゴールした場合は失格または降着となる）。この点は、キャンターで走れば即座に失格となるヨーロッパの競走と大きく異なる。
アメリカのニュージャージー州にあるメドウランズ競馬場とフリーホールド競馬場、カナダのオンタリオ州にあるウッドバイン競馬場とモホーク競馬場が人気のある競馬場である。とくにカナダではサラブレッド競走よりも人気がある。
アメリカでは1947年以降、記者の投票によってペーサーとトロッターをあわせて1頭の年度代表馬が選ばれる。

### オセアニア
オーストラリアでは、速歩競走専用競馬場が各地にあり、盛んに行われている。
競走は一般的に1マイル以上のさまざまな距離で行われ、勝利数によってクラス分けされている。1競走ごとの参加頭数が多く、13頭が出走することもめずらしくない。ニュージーランドもほぼ同じであり、多くの馬がタスマン海を越えて交流している。
最大のイベントはインタードミニオンチャンピオンシップである。この競走は毎年オーストラリアの各州で持ち回りで実施され、4年に1度はニュージーランドで実施される。

### ヨーロッパ
イギリス、アイルランドをのぞくヨーロッパの多くの国では、日本で一般的に行われている平地競走よりも繋駕速歩競走の方が人気がある。とくにイタリア、フランス、スウェーデンの3か国が規模が大きい。ほかにベネルクス三国、スイス、フィンランド、ノルウェー、ドイツ、デンマーク、ハンガリーなどでも年間500 - 10000の競走が施行され、どの国も平地競走の競走数を上回っている。競走形態はトロッターが中心。競走馬は高齢まで現役を続けるのが普通で、一流馬でも10歳ごろまで現役を続け、平地競走の一流馬では考えられないほど多くの競走に出走する。国ごとの交流も大変盛んで、8か国14競走が対象のシリーズもある。
とくに有名な競走はフランスのヴァンセンヌ競馬場で行われるアメリカ賞とスウェーデンのエリトロップなどで、アメリカ賞はヨーロッパの競馬のイベントの中でもっとも権威ある競走のひとつと認識されている。ただし、全体的な賞金に関しては平地競走には及んでいない。
サンモリッツ競馬場では雪上で行われる。
繋駕速歩競走を題材としたゲームも多数あり、優秀なスタンダードブレッドを生産して世界を舞台に戦うことができる。

#### フランスの競走環境
フランスのトロッターは毎年1万頭を超える規模で生産されているが、そのうち能力試験で合格し競走馬となれるのは約4000頭である。なお、能力試験は1年毎の更新制であり、毎年受験させる必要がある。競走馬がセリ市で付けられる平均価格は2万ユーロで推移し、富裕層よりは庶民層寄りの客層が見受けられる。
フランスの速歩競走における最大のトレーニングセンターは、パリ南東部にある町グロボワにあり、グロボワ城の敷地を利用している。敷地の広さは412ヘクタールあり、約60厩舎、約1500頭に及ぶ競走馬の管理が行われている。調教で使用される繋駕車は競走時のものと別の車であり、調教と競走で場面が変わる事に使い分けがなされる。ここで調教を施される馬は調教時のみならず、厩舎との往復時にも速歩で移動させ、動作を馬へ覚え込ませているという。
トレーニングセンターそばにあるグロボワ城は1580年に建築されたものであり、現在は速歩競走の博物館として公開されている。展示物には過去のアメリカ賞優勝馬の勝負服人形がある。なお、速歩競走の博物館はグロボワ城を含め世界に2つしか存在しない。
フランスで繋駕速歩競走が人気を博している理由として、不確定要素によるギャンブル性が強い事や、競走馬の活動期間が長いこと、比較的馬主になりやすいことが挙げられる。ヨーロッパではライセンス取得が容易であり、アマチュアドライバーによる繋駕速歩競走も活発に行われている。前述のアメリカ賞前日にアマチュアドライバーのチャンピオン競走も行われている。
フランスでは繋駕速歩競走に加え、騎手が速歩競走馬に騎乗して争う騎乗速歩競走も一部で行われている。